# Private Fachhochschule Döpfer für Physiotherapie und Ergotherapie
Die Private Fachhochschule Döpfer für Physiotherapie und Ergotherapie (University of Applied Sciences) war eine private Fachhochschule in Schwandorf (Bayern).

## Geschichte und Organisation
Die Genehmigung der Privaten Fachhochschule Döpfer galt seit dem 5. Juli 2002 und wurde vom Bayerischen Staatsministerium für Wissenschaft, Forschung und Kunst erteilt. Präsident war Hubert Döpfer.
Das Studium umfasste gemäß der seit dem Inkrafttreten der Studien- und Prüfungsordnung vom  seit 1. Oktober 2003 sechs bzw. acht theoretische Studiensemester einschließlich einer studienbegleitenden berufspraktischen Teilzeit-Tätigkeit. Die Regelstudienzeit betrug sechs Studiensemester in den Studiengängen mit den Schwerpunkten Management, Pädagogik und Evidenzbasierte Medizin. Im Studiengang mit dem Schwerpunkt Osteopathie betrug die Regelstudienzeit acht Semester. Es wurde der akademische Grad „Bachelor of Science“, Kurzform: „B. Sc.“, verliehen.
Die Fachhochschule hat ihren Studienbetrieb mit Ablauf des Wintersemesters 2007/2008 eingestellt.

## Studiengänge
- Physiotherapie

Qualifikationsvoraussetzungen für das Studium war neben der Fachhochschulreife bei dem Bachelorstudiengang Physiotherapie der Nachweis einer abgeschlossenen Physiotherapie-Ausbildung nach dem Gesetz über die Berufe in der Physiotherapie (Masseur- und Physiotherapeuten-Gesetz – MPhG).
- Ergotherapie

Qualifikationsvoraussetzung für das Studium war neben der Fachhochschulreife bei dem Bachelor-Studiengang Ergotherapie der Nachweis einer abgeschlossenen Ergotherapie-Ausbildung über den Beruf der Ergotherapeutin und des Ergotherapeuten (Ergotherapeuten-Gesetz – ErgThG).
- Weiterbildungsmöglichkeiten

Es wurde eine Qualifizierung zum Tuina-Therapeuten (Traditionelle Chinesische Medizin mit Fachhochschulzertifikat) angeboten.